# Алтмар (Нью-Йорк)
Алтмар (англ. Altmar) — переписна місцевість (CDP) в США, в окрузі Освіго штату Нью-Йорк. Населення — 357 осіб (2020).

## Географія
Алтмар розташований за координатами 43°30′47″ пн. ш. 76°0′21″ зх. д. / 43.51306° пн. ш. 76.00583° зх. д. (43.512932, -76.005760).  За даними Бюро перепису населення США в 2010 році переписна місцевість мала площу 5,39 км², з яких 5,36 км² — суходіл та 0,03 км² — водойми.

## Демографія
Згідно з переписом 2010 року, у селищі мешкало 407 осіб у 141 домогосподарстві у складі 95 родин. Густота населення становила 76 осіб/км².  Було 165 помешкань (31/км²).
Расовий склад населення:
| - 96,3 % — білих - 1,0 % — чорних або афроамериканців - 0,5 % — корінних американців |

До двох чи більше рас належало 2,0 %. Частка іспаномовних становила 1,2 % від усіх жителів.
За віковим діапазоном населення розподілялося таким чином: 33,4 % — особи молодші 18 років, 61,4 % — особи у віці 18—64 років, 5,2 % — особи у віці 65 років та старші. Медіана віку мешканця становила 30,5 року. На 100 осіб жіночої статі у селищі припадало 116,5 чоловіків;  на 100 жінок у віці від 18 років та старших — 108,5 чоловіків також старших 18 років.
Середній дохід на одне домашнє господарство  становив 38 554 долари США (медіана — 27 386), а середній дохід на одну сім'ю — 42 284 долари (медіана — 33 750). Медіана доходів становила 38 125 доларів для чоловіків та 25 750 доларів для жінок. За межею бідності перебувало 44,9 % осіб, у тому числі 69,4 % дітей у віці до 18 років та 15,2 % осіб у віці 65 років та старших.
Цивільне працевлаштоване населення становило 115 осіб. Основні галузі зайнятості: виробництво — 31,3 %, роздрібна торгівля — 23,5 %, науковці, спеціалісти, менеджери — 12,2 %, освіта, охорона здоров'я та соціальна допомога — 10,4 %.

### Уродженці
- Мінерва Жозефіна Чепман (англ. Minerva Josephine Chapman; 1858–1947) — американська художниця, майстриня портретної мініатюри, пейзажу та натюрморту.